# International Petroleum Investment Company
Die International Petroleum Investment Company, kurz IPIC war ein Staatsunternehmen der Vereinigten Arabischen Emirate mit Sitz in Abu Dhabi.
Gegründet wurde das Unternehmen im Jahr 1984 mit einem Portfolio von einer Milliarde US-Dollar. Es ist verantwortlich für sämtliche Auslandsinvestitionen der Emirate in die Öl- und Chemieindustrie. Kontrolliert wird es durch das Supreme Petroleum Council von Abu Dhabi, das alle die Ölindustrie betreffenden Vorgänge des Landes überwacht. Inzwischen ist der Marktwert auf geschätzte fünf Milliarden US-Dollar gestiegen. Mit Gesetz vom 21. Januar 2017 fusionierte IPIC mit der Mubadala Development Company zur Mubadala Investment Company.

## Investitionen
IPIC ist unter anderem Teilhaber der Unternehmen
- Aabar Investments PJS, Vereinigte Arabische Emirate (71 %) (seit 23. März 2009)
- Hyundai Oilbank Company, Südkorea (70 %)
- Borealis AG, Österreich (65 %, Rest OMV AG)
- Cepsa Maghreb, Marokko (50 %)
- Gulf Energy Maritime PJSC, Vereinigte Arabische Emirate (30 %)
- Pak Arab Refinery, Pakistan
- Compañía Española de Petróleos SA (Cepsa), Spanien (9,5 %)
- OMV AG, Österreich (24,9 %)[3]
- NOVA Chemicals, Kanada
- Abu Dhabi Petroleum Investments Holding, Vereinigte Arabische Emirate (75 %)

## Entwicklung
Der IPIC-Staatsfonds hatte Anfang Oktober 2008 eine Finanzspritze von 3,5 Milliarden Pfund an die Barclays Bank gegeben, die sie nunmehr in einen Aktienanteil von 16,3 Prozent umwandeln kann.